# Throscosana
Genre
Espèce
Throscosana est un genre de coléoptères de la famille des Ptiliidae. Il n'est représenté que par son espèce type, Throscosana pecki.

## Systématique
Le genre Throscosana et l'espèce Throscosana pecki ont été décrits en 1999 par l'entomologiste américain W. Eugene Hall (d),.

## Répartition
Cette espèce est endémique du Chili.

## Description
L'holotype de Throscosana pecki, une femelle, mesure 0,70 mm et sa coloration générale est brun roux.

## Étymologie
Le nom générique, Throscosana, est la combinaison des genres Throscidium et Nellosana auxquels le genre Throscosana ressemble.
L'épithète spécifique, pecki, a été donnée en l'honneur de l'entomologiste canadien Stewart Blaine Peck (d) (1942-), qui a collecté le spécimen type avec l'auteur et en reconnaissance de son travail sur les coléoptères de la super-famille des Staphylinoidea.

## Publication originale
- (en) W. Eugene Hall, « Generic Revision of the Tribe Nanosellini (Coleoptera: Ptiliidae: Ptiliinae) », Transactions of the American Entomological Society, vol. 125, nos 1/2,‎ juin 1999, p. 39-126 (ISSN 0002-8320 et 2162-3139, JSTOR 25078673, lire en ligne).